# Jasło (stacja kolejowa)
Jasło – stacja kolejowa w Jaśle, w województwie podkarpackim, w Polsce. Główny węzeł kolejowy na południu województwa podkarpackiego. Ze stacji wychodzą linie w stronę Stróż, Rzeszowa, Zagórza i dalej na Słowację i Ukrainę. Stacja i perony są w pełni zelektryfikowane w kierunku Stróż i Jasło Towarowa.

## Ruch pasażerski
| Rok  | Wymiana pasażerska na dobę |
| ---- | -------------------------- |
| 2017 | 100-149                    |
| 2022 | 300-499                    |

Od 1 kwietnia 2010 r. Jasło było stacją początkową i końcową dla 1 pary pociągów osobowych relacji: Jasło–Rzeszów Główny oraz stacją pośrednią dla pociągów relacji:
- Rzeszów Główny–Zagórz
- Rzeszów Główny–Medzilaborce na Słowację.
- Zagórz – Jasło – Tarnów – Kraków[3]

Od 14 grudnia 2014 po kilku latach przerwy do Jasła wróciły pociągi dalekobieżne, były to pociągi PKP Intercity TLK „Monciak” (obecnie „Karpaty”) kursujące z Gdyni Głównej przez Warszawę, Kraków, Rzeszów, Jasło do Zagórza.
Jasło-Rzeszów.
1 października 2017 uruchomiono połączenia Kraków – Gorlice-Jasło obsługiwanego przez Koleje Małopolskie z wykorzystaniem nowych pociągów typu „Impuls”.
11 marca 2018 trasa Jasło–Zagórz obsługiwana jest przez SKPL na zlecenie PKP Intercity, zastępując pociągi TLK Karpaty i TLK Małopolska.
Od 13 grudnia 2020 stacja obsługuje ww. weekendowe połączenia Kolei Małopolskich relacji Kraków – Jasło, pociągi regionalne spółki Polregio w relacjach Jasło – Sanok, Jasło – Rzeszów, Gorlice – Rzeszów, Sanok – Rzeszów oraz wakacyjny Rzeszów – Medzilaborce, a także dwie pary codziennych pociągów dalekobieżnych kategorii InterCity przewoźnika PKP Intercity – IC Wetlina i IC Bieszczady relacji Zagórz – Kraków, obsługiwane początkowo spalinowym zespołem trakcyjnym SN84, a następnie od 2024 roku dwoma spalinowymi zespołami trakcyjnymi SD85 z których oba typy należą do SKPL.

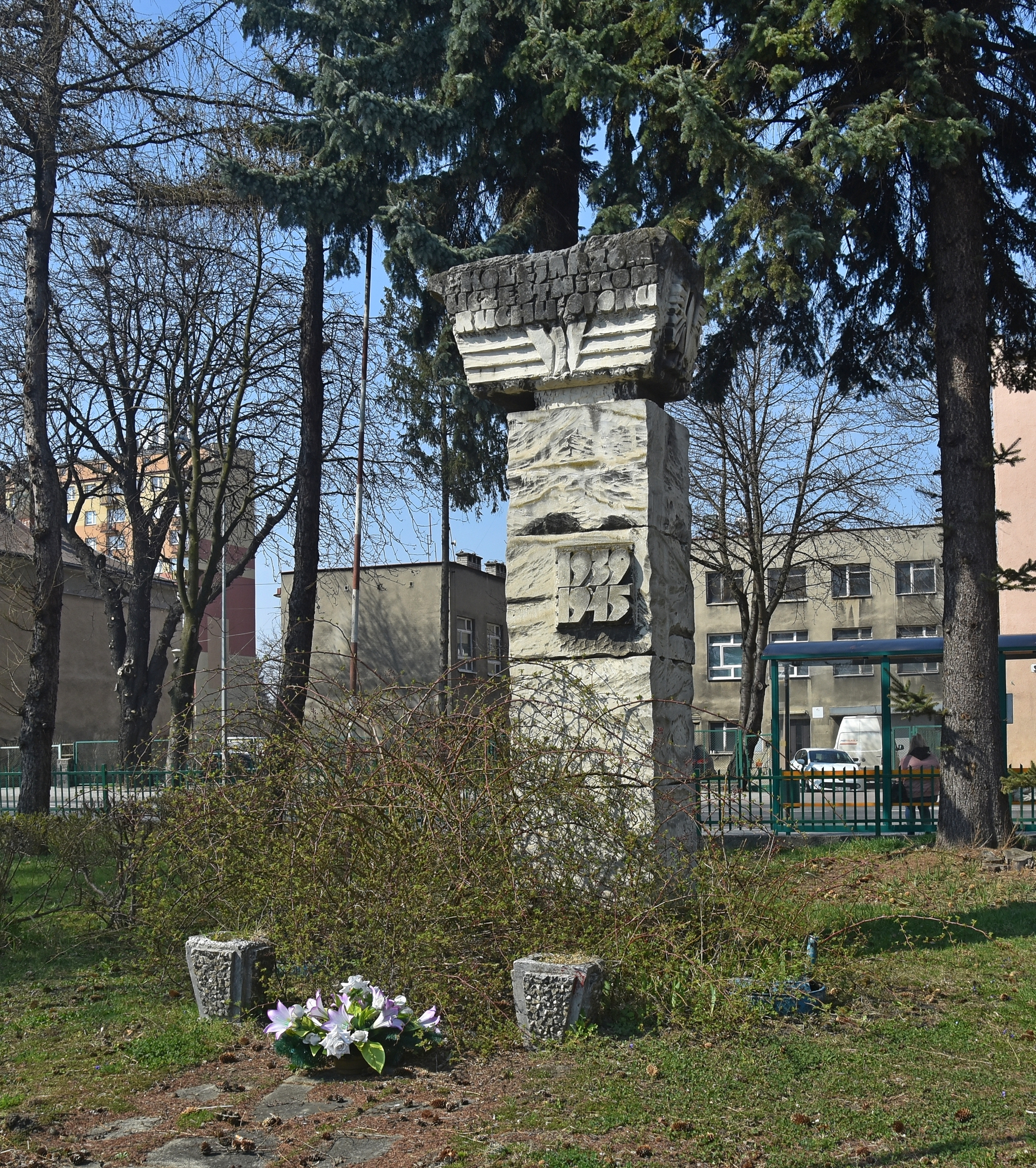
Pomnik kolejarzom uczestnikom ruchu oporu 1939-45, obok dworca
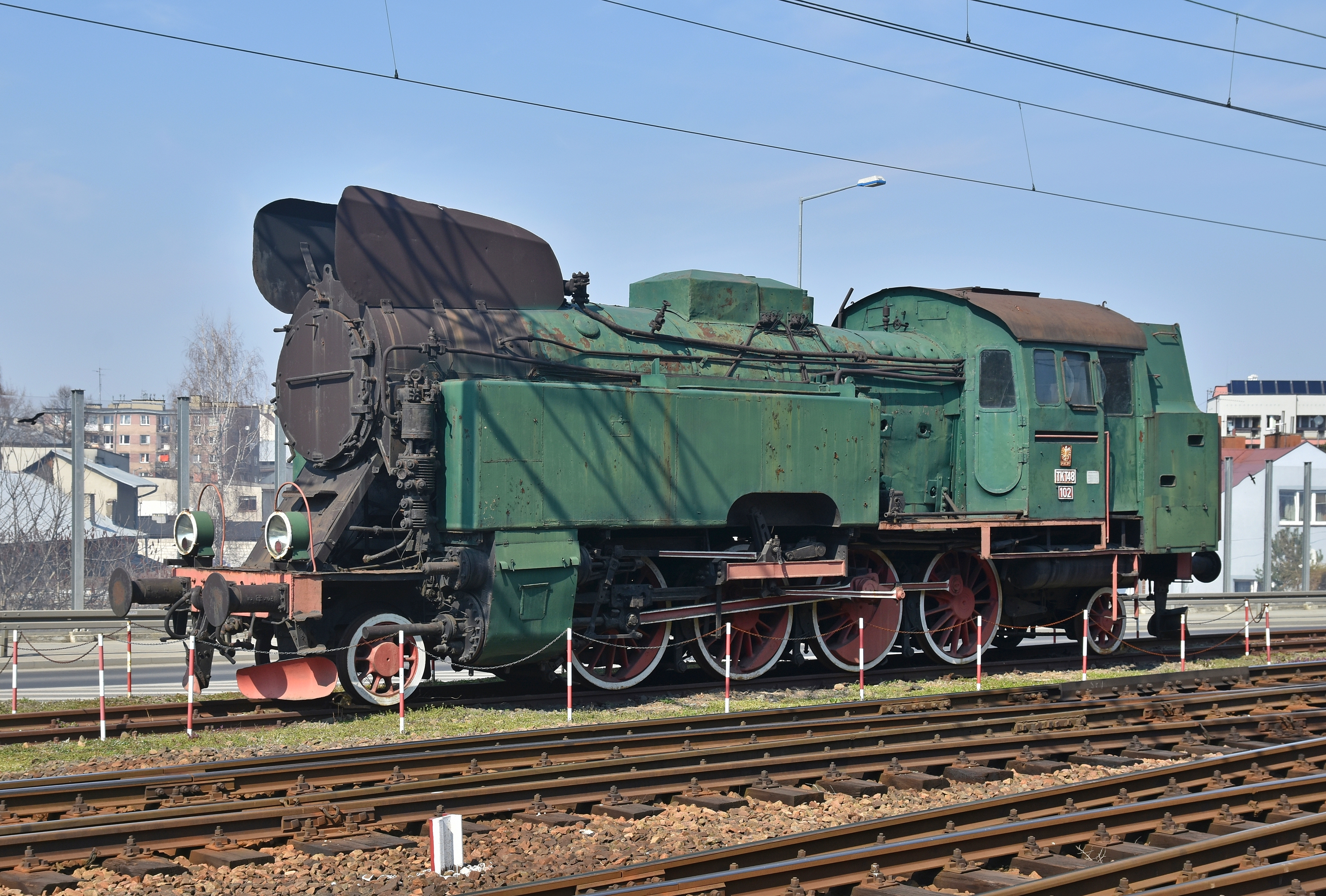
Stacja PKP, lokomotywa parowa TKt48-102
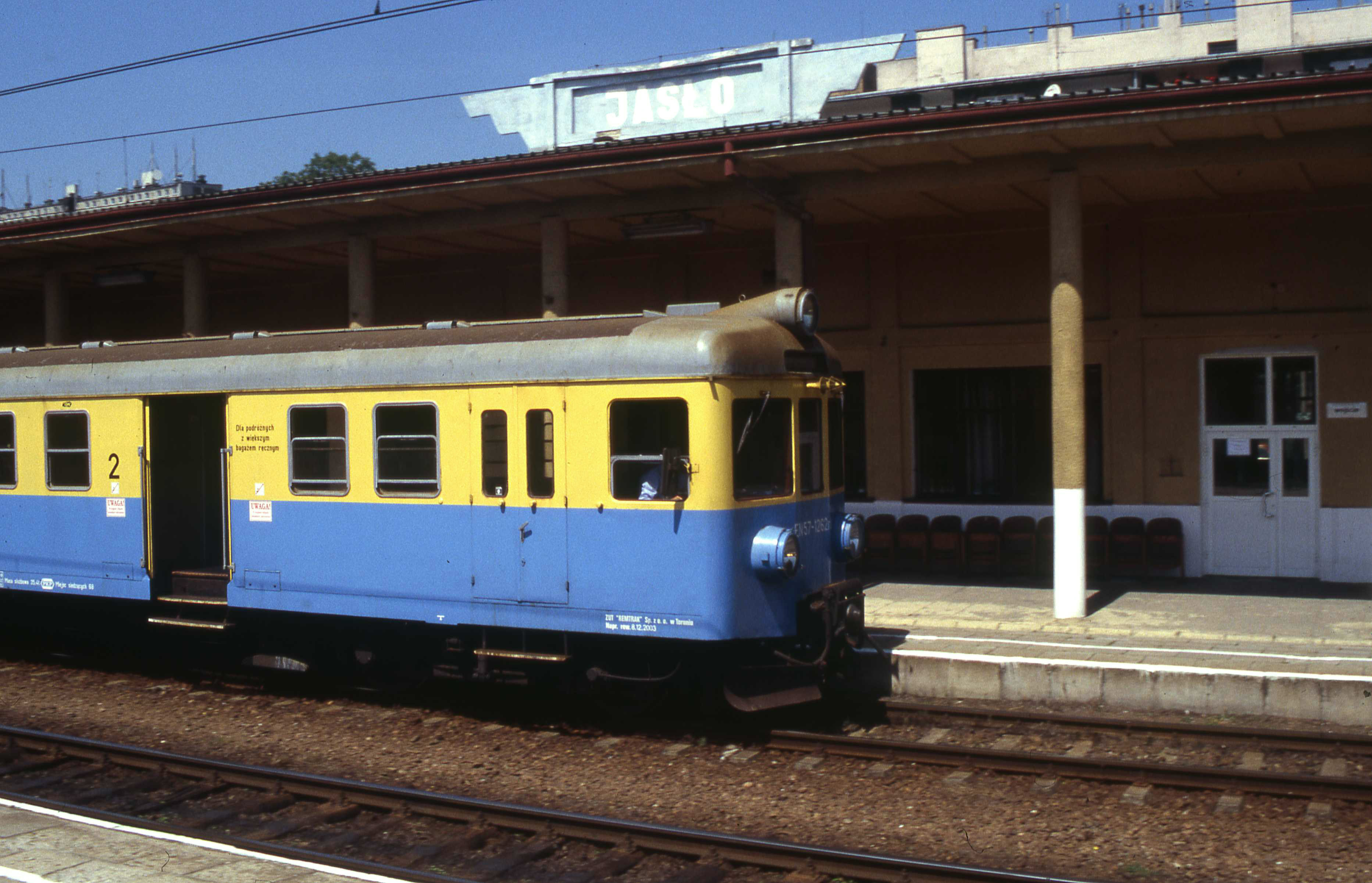
EN57-1262 na peronie 1 (2004)